# 海氏蒙䲁
海氏蒙䲁（學名：Phenablennius heyligeri），為輻鰭魚綱鳚形目䲁科蒙䲁屬的一種，分布於中西太平洋蘇門答臘、婆羅洲與柬埔寨半鹹水、淡水水域，體長可達5.3公分，棲息在沿岸淺水域，雌魚產附著性卵，雄魚有護卵行為，幼魚為浮游性，生活習性不明。